# 瀬名あゆむ
瀬名 あゆむ（せな あゆむ、1986年11月9日 - ）は、日本のアイドルプロデューサー。元アイドル。元AV女優。AV時代はティーパワーズ所属。

## 略歴・人物
SPEEDに憧れ、北海道にある芸能スクールに入学。12歳の時、4人組アイドルグループ『believe』を結成。
2000年、ブルボンとソニーミュージックの共同企画である「プロデューサーはキミだ！～21世紀ガールズユニット結成キャンペーン」にbelieve4人全員参加し、CD付き菓子「The Audition」封入CDで歌手デビュー（成田望美名義）結果、自身を除くbelieveメンバー3人が『Chuel's』（チュエルズ）としてメジャーデビュー。15歳で挫折を味わう。同時にスクールを自主退所した。
その後は耳かき店勤務の傍ら一般人としてローカルテレビでレギュラーを持つが、2007年にAVデビュー。元アイドルの経歴は明かさず、AV女優となるまではケーキ屋で働いていたという設定だった。4作で引退し、22歳で札幌市に開店した「ギャルメイド給食カフェバー」を経営。しかし経営はうまくいかず、借金を抱える前に手放したが、この挫折感でAV業界に戻ることを決意。企画系女優として復帰する。
2011年4月、ファン投票でメンバーが選出されたAV女優13名からなるグループ「One For All Twenty-One（OFA21）」の一員として、シングル「LOVE☆LIMIT〜卒業までのカウントダウン」でCDデビュー（厳密に言うと過去に一度CDを出したことがあるので、デビューではない）。
2014年3月いっぱいで引退すると自身のブログで発表。実際は結婚引退であった。
同年4月1日に『あいどるかふぇ2ねん8くみ』をオープンし、プロデューサーを務める。
2016年、自身も過去にアイドル活動をしていたことなどを公表。連載をまとめた『元アイドルのAVギャル瀬名あゆむ、アイドルプロデューサーになる』を2017年にコアマガジンから発売。経営するカフェからは「Asterisk from 2ねん8くみ」などアイドルグループを複数輩出している。

## 作品

### アダルトビデオ
2007年
- DAISY 14（12月19日、プレステージ）

2008年
- エスカレートするドしろーと娘 122（1月1日、プレステージ）
- 高貴美少女学園 23（2月2日、プレステージ）
- GAL妻☆集団乱交（2月19日、kira☆kira）
- kira☆kira HIGH SCHOOL GALS Vol.5 （8月19日、kira☆kira）

2010年
- Lesson， Before Communications（8月5日、SILK LABO）
- 就活女子学生（6月10日、SODクリエイト）
- 都立K学院女子高等部 2年C組 女子高生のちんちん観察日誌（6月10日 SODクリエイト）
- もっとも大淫乱 イグイグイグイグイグイグ大乱交（6月19日、乱丸）
- 素人コギャルHEAVEN 4時間 NEO 17（8月27日、おかず。）
- エースを狙えっ! (10月21日、LADY×LADY)
- 10人姉妹の真ん中に男は僕1人だけ! 大家族2 赤木家の下半身お騒がせ温泉バスツアー 〜人生初の家族旅行!どこに行っても僕のビックダディ（チ○ポ）は乾くヒマなし!!〜 （10月21日、ディープス）
- 素人参加型 エロ美少女のせんずりカウンセリング 〜五感を刺激するオナニーサポート（10月25日、アロマ企画）
- B.B.ボーイズに目覚めちゃった僕。 小悪魔編 5（11月13日、アロマ企画）
- 淫乱・淫語・ディルドオナニー（11月13日、アロマ企画）
- 酔い潰れた同僚がミョーに色っぽく僕を誘ってる様にしか見えないので周りにバレないようにコッソリしちゃいました（12月23日、ヒビノ）

2011年
- キンタマ 性感◆リラクゼーション（1月5日、ワープエンタテインメント)
- ペニバンレズソープ（1月19日、アンナと花子)
- エロ尻騎乗位で責めてあげる（4月13日、アロマ企画)
- 愛しのあの子の姉と入れ替わり!（4月21日、ディープス)
- 高速マシンガンピストンオナニー II（5月2日、OFFICE K'S）
- 女監督ハルナの横取りレズナンパ!VOL.04 MM(マジックミラー)号と♂(オトコ)が口説きオトせなかった敏感ウブ素人の濡れマ○コをアイドル級美女・瀬名あゆむが喰いまくる! (5月7日、ディープス)
- kira☆kira BLACK GAL SPECIAL 黒GAL学園☆MARVELOUS集団乱交（5月19日、kira☆kira)
- 女子校生の亀頭責め連続発射（6月25日、ラハイナ食堂）
- ロリータレズビアン 2 (7月20日、ピーターズ)
- あゆむのこと、もっと見て (8月25日、デジタルアーク)
- 超キュートなKISS魔の濃厚接吻手コキ 2（9月5日、ジャネス）他
- 美人ナースの肛門検診 (10月5日、フリーダム)
- アキバ系ロ●ータ変態S美少女のM男いじり7（10月5日、未来・フューチャー）
- リバース手コキ バックファイヤーで射精させられた僕（10月5日、ジャネス）
- ボクの彼女はず〜っと乳首責めをするセンスの良い女（10月5日、ジャネス）
- 破天荒教師がやってきた 瀬名あゆむ（10月6日、グローリークエスト）
- 放課後ソープランド 2（11月5日、アキノリ)
- 彼女が所属している新体操部の顧問とバレないようにやっちゃった俺 (11月19日、アキノリ）
- 義父に犯されて… 美嫁いぢり（11月25日、マドンナ)
- 私立泡姫商業 ソープ部女子校生（12月1日、MOODYZ）
- 僕のママはギャル!!3親父の再婚相手はパーフェクトボディーの極上ギャルだった!!（12月8日、GARCON）
- 「夫と同じ血液型だから…」膣中射精しても許してくれる淫乱美人妻（12月9日、マックス・エー）
- 乳首いじり屋（12月22日、アキノリ）

2012年
- Sanctuary -Ayumu Sena- (1月25日、デジタルアーク)
- VS. 瀬名あゆむ (2月7日、デジタルアーク)
- 脳とアナルを同時に犯される 淫語ペニバン美少女（3月5日、未来）
- 「女の口は嘘をつく。」 雌女ANTHOLOGY ＃103 (3月7日、アウダースジャパン）
- kira☆kira SPECIAL ロリGAL喫茶☆集団大乱交（4月19日、Kira☆kira）
- 激烈な寸止め!Vol.4（9月22日、BIZARRE STYLE）
- 早漏M男ザーメン狩り Ver.ふたり責め（10月5日、cobra）

2013年
- 二周年ありがとう720分 メガ盛りスイッチ（1月10日、SWITCH）
- IMMORAL〜ギャルと先生〜 波多野結衣 瀬名あゆむ (2月13日、U&K)
- 射精公衆便所 催眠陵辱オフィス (3月7日、SODクリエイト)
- 激しく責められて潮を吹いちゃったボク (3月25日、ジャネス)
- ごちそうザーメン 1（4月5日、映天）
- 特選 パンティストッキングマニア 4時間（4月5日、OFFICE K’S）
- 繰り返す日々のなかで (4月11日、シルクラボ)
- 淫語クリニック（4月25日、ロケット）
- kira★kira BLACK GAL 逆レイプ-強制中出しち○ぽ狩りW黒ギャル-（5月19日、kira☆kira）
- キャラ崩壊! 現場も崩壊!完全泥酔乱交（6月1日、ZUKKON/BAKKON）
- 女子校生を公開レズいぢめする女子大生お姉さん（6月19日、アンナと花子）
- 尿道くぱぁ おしっこガールズ30人 6時間（6月20日、プールクラブ・エンタテインメント）
- ねっとりの尻コキ、足コキ、パンティーコキで爆射したい（7月1日、Fetish Box/妄想族）
- まいっちんぐマイカ先生! (7月6日、LADY×LADY)
- 甘ったる〜いアプローチでイジワルにからむ囁き淫語目隠し寸止めファック（7月19日、ワープエンタテインメント）
- ディープレズビアン 〜オンナと交尾する女〜 (8月2日、ケンシロウプロジェクト)
- エビ反りするほど失禁アクメしちゃう媚薬オイルエステ（8月14日、OFFICE K’S）
- 窒息イラマチオ（8月14日、OFFICE K’S）
- チクビ男子 僕の乳首を弄んで下さい（8月19日、妄想族）
- kira★kira SPECIAL 怪談エロ七不思議（8月19日、kira☆kira）
- リアルレズビアン 女同士のラブセックス maika 瀬名あゆむ 波多野結衣 (8月19日、スタイルアート/妄想族)
- スケベ娘のセンズリ鑑賞会 (9月5日、ジャネス)
- 卑猥な言葉と手淫でたっぷりと射かせてあげるわ（11月5日、ジャネス）

2014年
- LAST LES（7月1日、U&K） ※AV OPEN2014ミドル級エントリー作品

## テレビ
- What's New?+Cute （2005年、札幌テレビ放送）- 耳かきギャル[11]
- ビ〜チ9（2013年2月、テレビ埼玉）- マンスリーゲスト

## 著書
- 「元アイドルのAVギャル瀬名あゆむ、アイドルプロデューサーになる」（2017年8月、コアマガジン）